# Байе (Алье)
Байе́ (фр. Bayet, окс. Baiet) — коммуна во Франции, находится в регионе Овернь. Департамент коммуны — Алье. Входит в состав кантона Сен-Пурсен-сюр-Сьюль. Округ коммуны — Мулен.
Код INSEE коммуны — 03018.

## Население
Население коммуны на 2008 год составляло 668 человек.
| 1962 | 1968 | 1975 | 1982 | 1990 | 1999 | 2008 |
| ---- | ---- | ---- | ---- | ---- | ---- | ---- |
| 550  | 607  | 593  | 528  | 556  | 606  | 668  |

## Экономика
В 2007 году среди 407 человек в трудоспособном возрасте (15—64 лет) 341 были экономически активными, 66 — неактивными (показатель активности — 83,8 %, в 1999 году было 67,8 %). Из 341 активных работали 308 человек (167 мужчин и 141 женщина), безработных было 33 (17 мужчин и 16 женщин). Среди 66 неактивных 14 человек были учениками или студентами, 25 — пенсионерами, 27 были неактивными по другим причинам.

## Достопримечательности
- Романская церковь Сен-Марсель. Исторический памятник